# Moshe Schwabe
Moshe Schwabe, geboren als Max Schwabe (* 20. Juli 1889 in Halle (Saale); † 10. September 1956 in Jerusalem) war ein deutsch-israelischer Altphilologe und Epigraphiker.

## Leben
Schwabe wurde nach dem Studium in Halle und Berlin 1914 in Berlin mit einer Arbeit über den spätantiken Redner Libanios promoviert. Wie viele seiner Kommilitonen wurde er stark von Ulrich von Wilamowitz-Moellendorff geprägt. Im Gefolge des Ersten Weltkriegs kam Schwabe nach Litauen. In Kaunas war er Rektor der Jüdischen Oberschule und 1920 bis 1922 Leiter der Abteilung für Erziehung im Ministerium für jüdische Angelegenheiten. Er wanderte jedoch nach Palästina aus, wo er seit ihrer Gründung 1925 an der Hebräischen Universität Jerusalem arbeitete. 1939 wurde er dort Leiter des Institutes für Klassische Studien, und von 1950 bis 1952 war er Rektor der Universität. Daneben war Schwabe in der Jewish Palestine Exploration Society aktiv und Mitherausgeber des Bulletins sowie des Israel Exploration Journal. Zu einem Schwerpunkt seiner Arbeit entwickelte sich mehr und mehr die griechische Epigraphik. So bearbeitete er die zahlreichen jüdisch-griechischen Inschriften, die in Beit Scheʿarim gefunden wurden. Ein Corpus der lateinischen und griechischen Inschriften Palästinas blieb unvollendet, die Kapitel über Caesarea Maritima und Tiberias waren jedoch schon weitgehend vorbereitet.

## Werke (in Auswahl)
- Analecta Libaniana. Sittenfeld, Berlin 1918.
- Beth Sheʿarim. Vol. 2: The Greek Inscriptions. The Israel Exploration Society, Massada Press, Jerusalem 1967 (posthum vollendet und herausgegeben von Baruch Lifshitz)